# 高松塚古墳

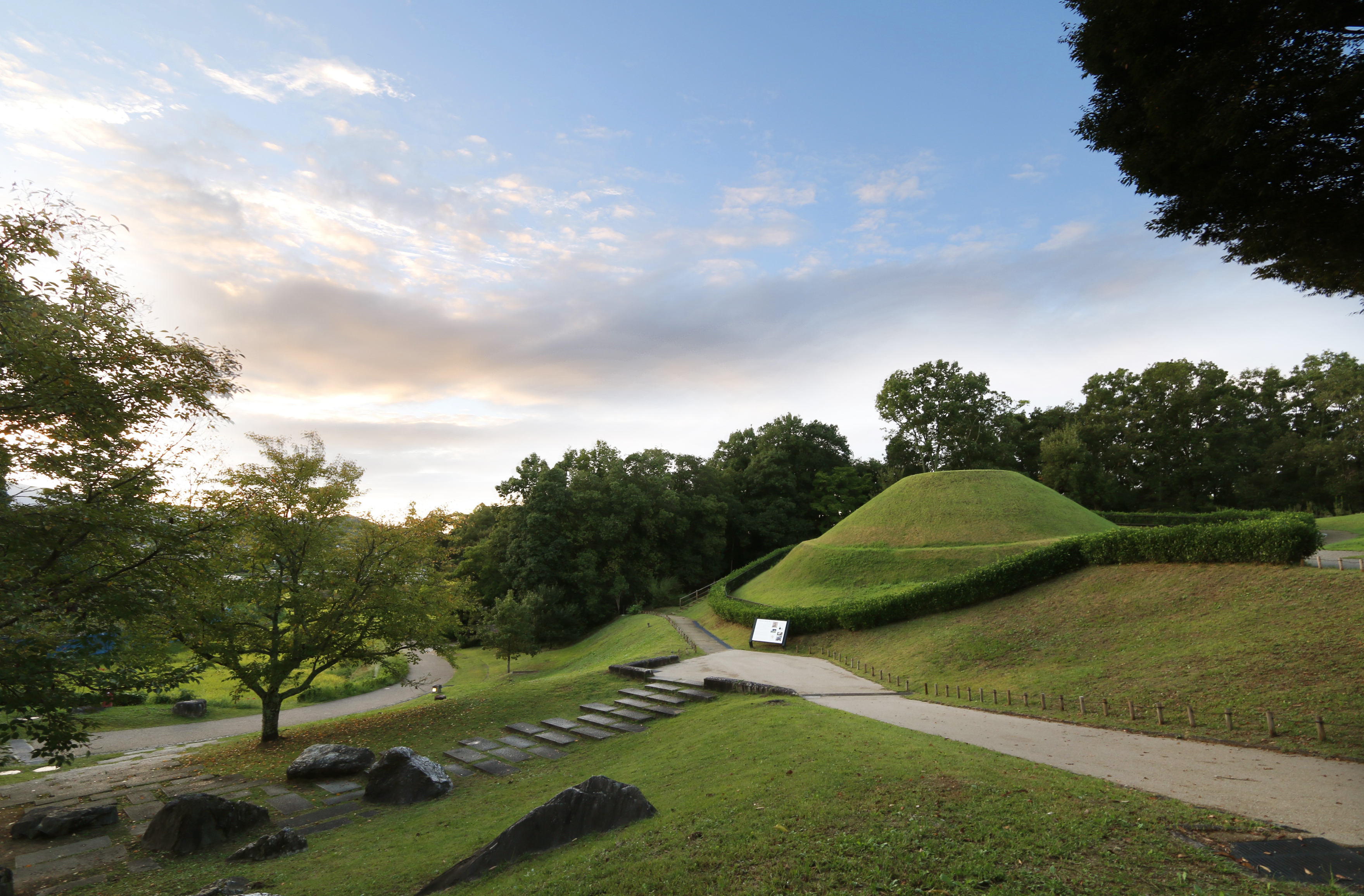
高松塚古墳

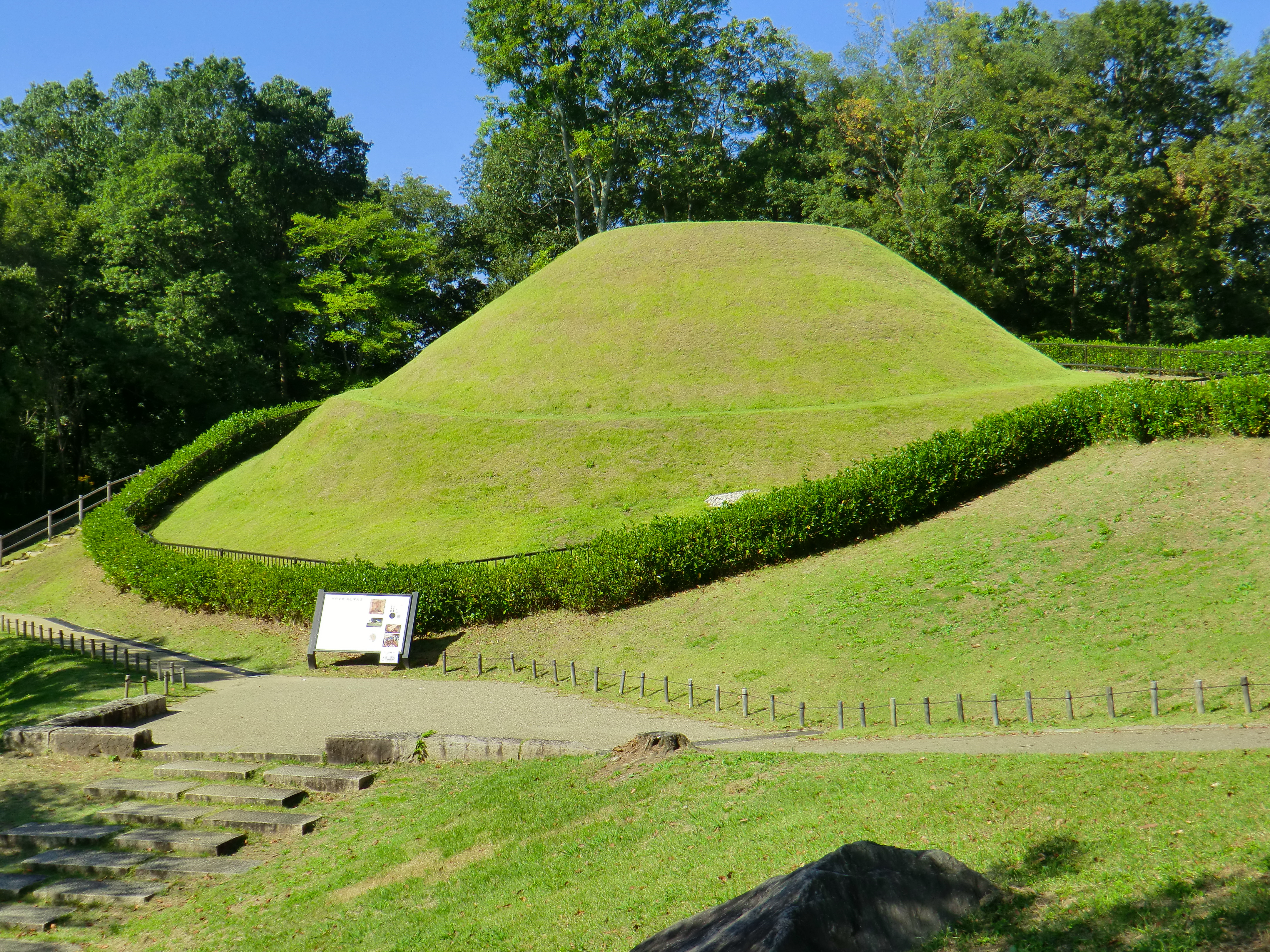
高松塚古墳

高松塚古墳（たかまつづかこふん）は、奈良県高市郡明日香村（国営飛鳥歴史公園内）に存在する古墳。藤原京期（694年 - 710年）に築造された終末期古墳で、直径23 m（下段）及び18 m（上段）、高さ5mの二段式の円墳である。1972年に極彩色の壁画が発見されたことで一躍注目されるようになった。
墳丘は2009年に築造当初の形状に仮整備され、一般に公開されている。一方、壁画が描かれた石室は、2007年に歴史公園内の修理施設に移され、2020年3月に保存修理が完了した。今後は古墳外に新設される施設で管理される予定である。

## 発掘調査
高松塚古墳の発掘調査は、1972年3月1日から開始された。発掘の始まったきっかけは、1970年の10月ごろ村人がショウガを貯蔵しようと穴を掘ったところ、穴の奥に古い切石が見つかったことである。地元の人達が明日香村に働きかけ、明日香村が資金を捻出し奈良県立橿原考古学研究所が発掘調査することになった。発掘は明日香村が事業主体となり、橿原考古学研究所が実際の発掘を担当した。当時、明日香村では村の発足15周年を期に村史を編纂するため、未調査の遺跡の発掘を進めており、高松塚の発掘もその一環であった。奈良県立橿原考古学研究所所長の末永雅雄の指揮のもと、現場での発掘は伊達宗泰と関西大学助教授の網干善教を中心とした関西大学と龍谷大学の研究者・学生グループによって行われた。石室が検出され、鮮やかに彩色された壁画が発見されたのは同年3月21日のことである。古墳は1973年4月23日、特別史跡に、また極彩色壁画は、1974年4月17日に国宝に指定されている。
古墳は鎌倉時代頃に盗掘を受けており、石室の南壁には盗掘孔が開けられていたが、壁画の彩色は鮮やかに残り、盗掘をまぬがれた副葬品の一部もこの時検出された。極彩色壁画の出現は考古学史上まれにみる大発見としてトップニュースとなり、文化庁はさっそく壁画の保存対策および研究調査にとりかかった。壁画発見からほどなく高松塚古墳応急保存対策調査会が設置され、発見から1か月も経たない1972年4月6日と4月17日に初の学術調査が実施された。また、応急保存対策調査会とは別に、考古学、美術史、保存科学などの専門家から構成される高松塚古墳総合学術調査会が設置され、1972年10月に同調査会による学術調査が実施された。
なお、高松塚古墳の埋葬施設は考古学的分類では「横口式石槨」（よこぐちしきせっかく）と呼ばれるものであるが、本項ではより一般的な「石室」の語を用いる。
古墳の年代は、盗掘を免れて残っていた銅鏡などから7世紀末から8世紀初めの終末期と推定されていたが、2005年の発掘調査により、藤原京期694年 - 710年の間だと確定された。

## 被葬者
被葬者については諸説あり特定されていない。そもそも飛鳥地域の古墳群で被葬者が特定されているものが稀である。被葬者論に関しては、大きく3つに分類できる。
天武天皇の皇子説
忍壁皇子、高市皇子、弓削皇子ら、天武天皇の皇子を被葬者とする説。
- 忍壁皇子説を唱える代表的な人物は、直木孝次郎（大阪市立大学名誉教授）、猪熊兼勝（現京都橘大学名誉教授）、王仲珠（中国社会科学院考古研究所研究員）ら。根拠は46、7歳で死亡したと見られる忍壁皇子が出土人骨の推定年齢に近いこと、副葬品、人物像の服装など。
- 高市皇子説を唱える代表的な人物は、原田大六（考古学者）、河上邦彦（奈良県立橿原考古学研究所副所長、現神戸女子大学教授）、豊田有恒（作家）ら。
- 弓削皇子説を唱える代表的な人物は、菅谷文則（現橿原考古学研究所所長、滋賀県立大学名誉教授）、梅原猛（哲学者）ら。

しかしながら、出土した被葬者の歯やあごの骨から40代から60代の初老の人物と推測されており、20代という比較的若い頃に没したとされる弓削皇子の可能性は低いと考えられる。
臣下説
岡本健一（京都学園大学教授）、白石太一郎（奈良大学教授）らは石上麻呂説を主張する。この説となると高松塚古墳は奈良時代の年代となる。
朝鮮半島系王族説
- 百済王禅光と主張するのは千田稔（国際日本文化研究センター教授）。
- 堀田啓一（高野山大学教授）は高句麗の王族クラスが被葬者であると主張している。

## 石室・壁画

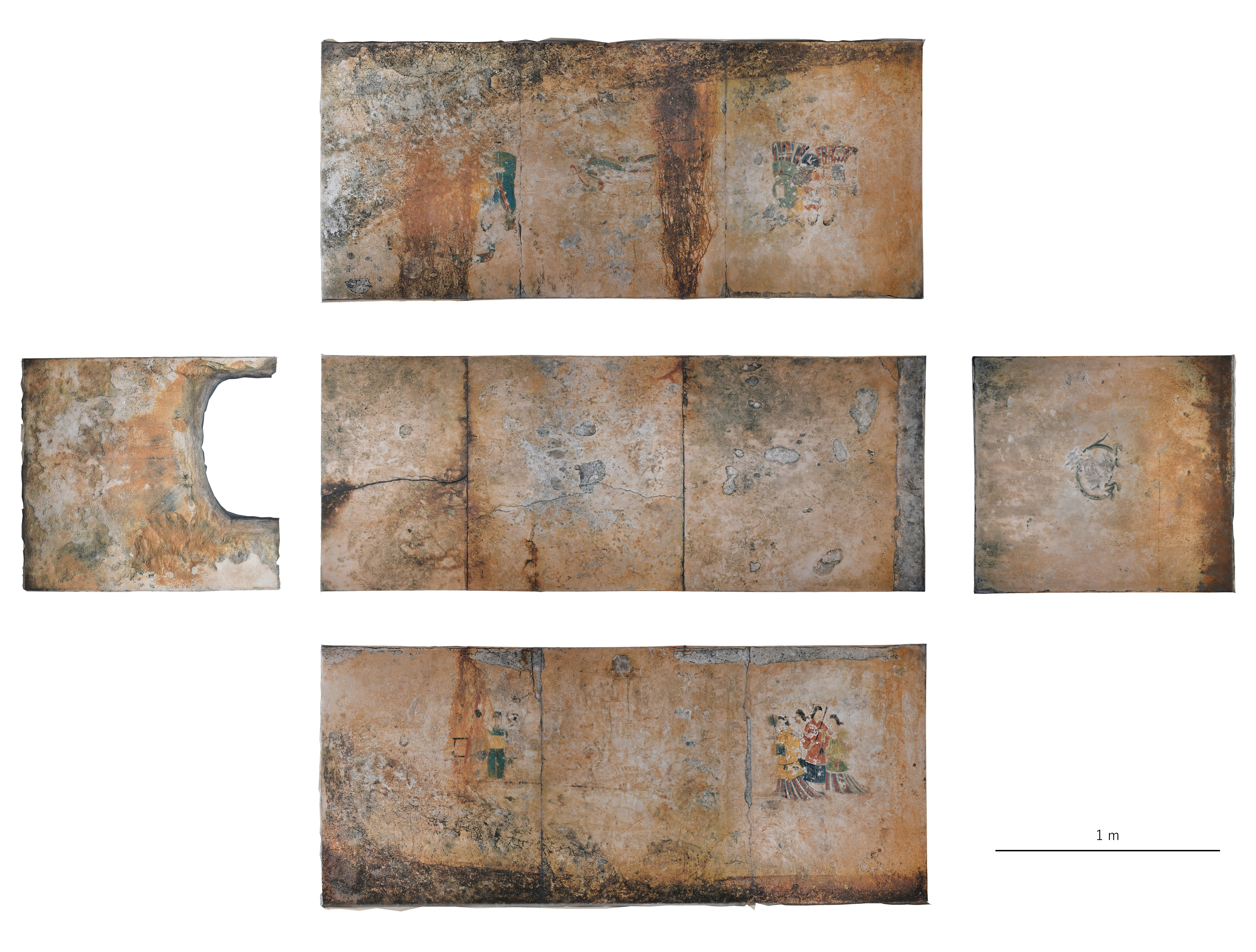
石槨レプリカ展開図
関西大学博物館高松塚古墳壁画再現展示室展示。

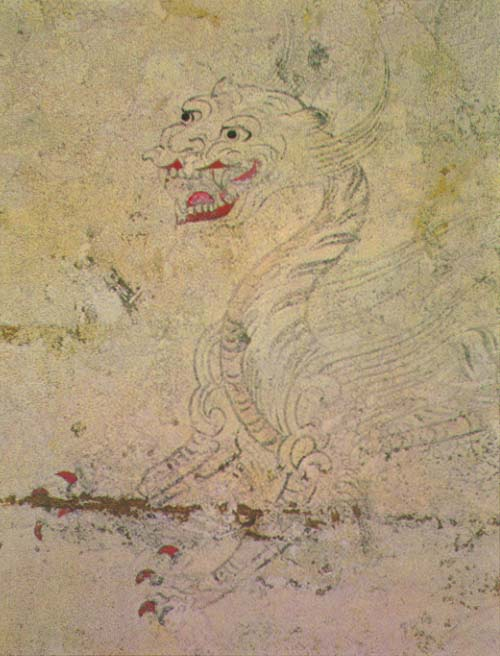
白虎

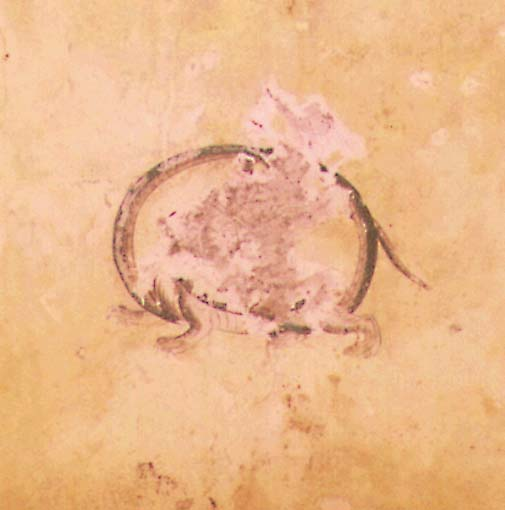
玄武

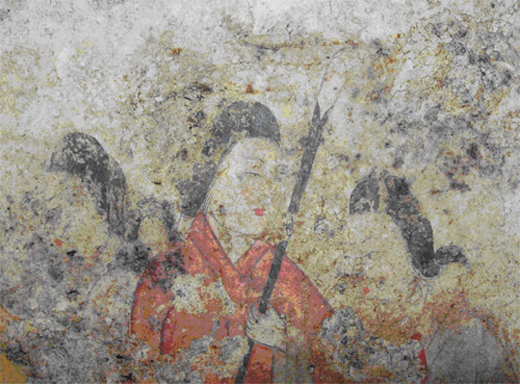
女子群像

石室は凝灰岩の切石を組み立てたもので、南側に墓道があり、南北方向に長い平面をもっている。石室の寸法は南北の長さが約265cm、東西の幅が約103cm、高さが約113cm（いずれも内法寸法）であり、大人2人がかがんでやっと入れる程度の狭小な空間である。横口式石槨と呼ばれる系統に入り、平らな底石の上に板石を組み合わせて造ってある。横口式石槨の系譜には、鬼の俎板（まないた）・厠（かわや）、斉明陵と推測されている牽牛子塚古墳、野口王墓（天武・持統陵）、キトラ古墳などが入り、7世紀前半の中頃から8世紀初頭まで続いている。
壁画は石室の東壁・西壁・北壁（奥壁）・天井の4面に存在し、切石の上に厚さ数ミリの漆喰を塗った上に描かれている。壁画の題材は人物像、日月、四方四神および星辰（星座）である。東壁には手前（南側）から男子群像、四神のうちの青龍、その上に日（太陽）、女子群像が描かれ、西壁にはこれと対称的に、手前（南側）から男子群像、四神のうちの白虎、その上に月、女子群像が描かれている。男子・女子の群像はいずれも4人一組で、計16人の人物が描かれている。中でも西壁の女子群像は（壁画発見当初は）色彩鮮やかで、歴史の教科書をはじめさまざまな場所でカラー写真が紹介され、「飛鳥美人」のニックネームで親しまれている。人物群像は一部を除いて道具を携えていた。女子が如意（にょい）・円翳（えんえい）・払子（ほっす）を、男子が胡床（こしょう）・毬杖（ぎっちょう）・蓋（きぬがさ）・武具・鞄を持ち、それらは「貞観儀式」にみられる元日朝賀の儀式に列する舎人ら官人の持ち物と一致する。この元日朝賀の儀式には日月・四神の幡も立てられる。
奥の北壁には四神のうちの玄武が描かれ、天井には星辰が描かれている。南壁には四神のうち南方に位置する朱雀が描かれていた可能性が高いが、鎌倉時代の盗掘時に失われたものと考えられている。天井画は、円形の金箔で星を表し、星と星の間を朱の線でつないで星座を表したものである。中央には北極五星と四鋪四星（しほしせい）からなる紫微垣、その周囲には二十八宿を表す。これらは古代中国の思想に基づくもので、中央の紫微垣は天帝の居所を意味している。
東西の日月は、その手前に雲海に浮かぶように聳え立つ山々が描かれている。日には金箔が、月には銀箔が貼られていた痕跡があった。発掘調査時には、その大部分が失われており、鎌倉時代などの盗掘者によって人為的に削り取られたものと考えられている。
壁画について、発掘当初から、高句麗古墳群（世界遺産）と比較する研究がなされている。四神はそもそも高句麗様式の古墳に特徴的なモチーフであるが、高松塚古墳およびキトラ古墳では高句麗の画風とは異なった日本独自の画風で四神図が描かれていることが指摘されている一方で、天空図に関しては、高句麗から伝来した原図を用いた可能性が指摘されている。また、女子群像の服装は、高句麗古墳の愁撫塚や舞踊塚の壁画の婦人像の服装と相似することが指摘されている。
石室に安置されていた棺は、わずかに残存していた残片から、漆塗り木棺であったことがわかった。石室は鎌倉時代頃に盗掘にあっていたが、副葬品や棺の一部が残っていた。出土品は漆塗り木棺の残片のほか、棺に使われていた金具類、銅釘、副葬品の大刀金具、海獣葡萄鏡、玉類（ガラス製、琥珀製）などがある。中でも隋唐鏡の様式をもつ海獣葡萄鏡と、棺の装飾に使われていた金銅製透飾金具がよく知られる。

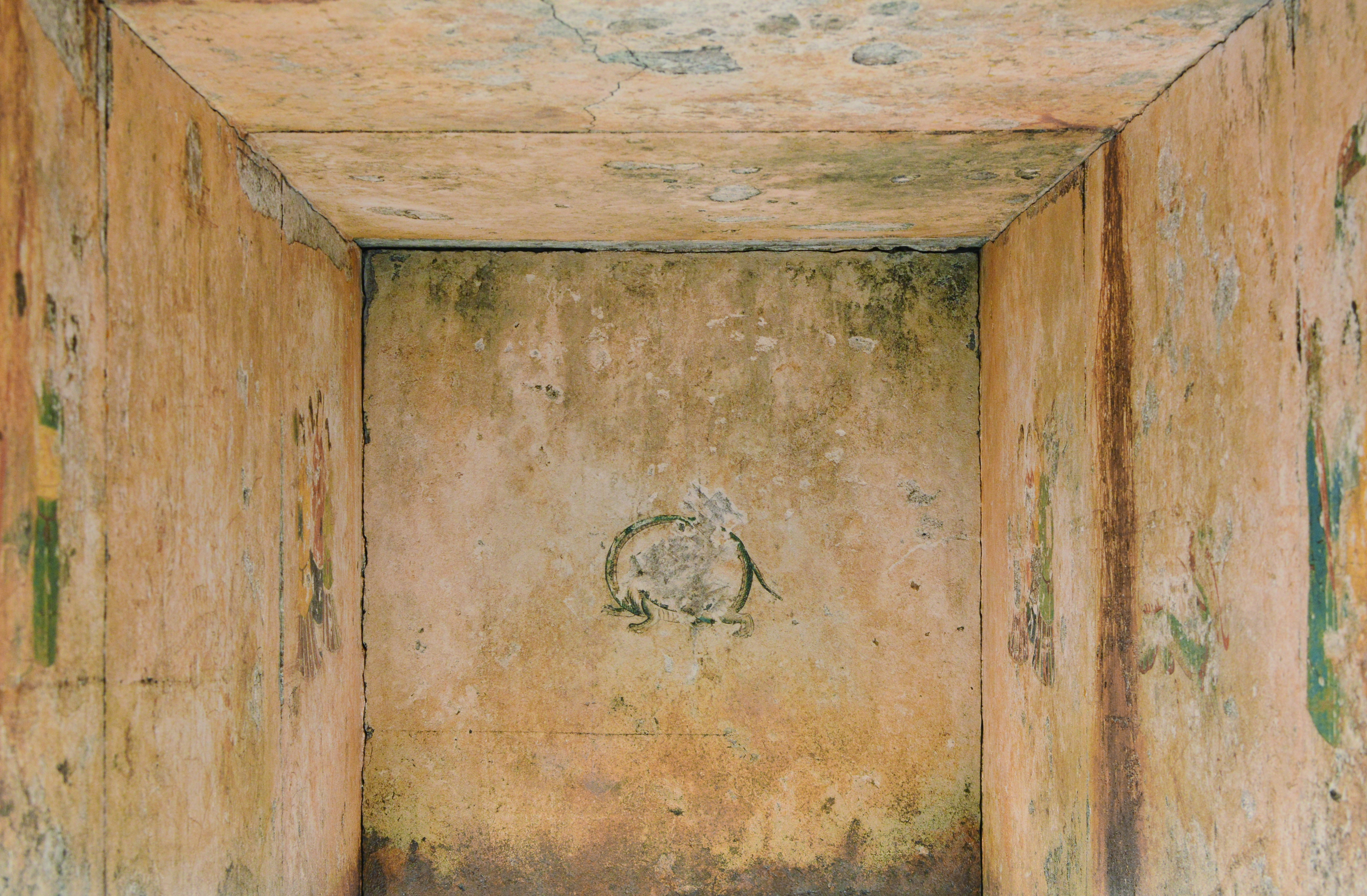
壁画全景（複製） 関西大学博物館高松塚古墳壁画再現展示室展示。

## 文化財

### 特別史跡
- 高松塚古墳

### 国宝
- 高松塚古墳壁画 4面

### 重要文化財
高松塚古墳出土品
- 一、棺関係遺物
  - 金銅製透飾金具 1箇
  - 金銅製円形飾金具 6箇
  - 金銅製六花文座金具 2箇
  - 銅製座金具 6箇
  - 銅製角釘 一括
  - 漆塗木棺破片 一括
- 一、銀荘唐様大刀金具類 9箇
- 一、海獣葡萄鏡 1面
- 一、玉類
  - ガラス製粟玉 936箇
  - ガラス製丸玉 6箇
  - 琥珀製丸玉 2箇
- 附:土器類（土師器、須恵器、瓦器等）一括

## 壁画の劣化、今後の課題
発掘調査以降、壁画は現状のまま現地保存することになり、文化庁が石室内の温度や湿度の調整、防カビ処理などの保存管理、そして1981年以降年1回の定期点検を行ってきた。しかし、2002年から2003年にかけて撮影された写真を調べた結果、雨水の浸入やカビの発生などにより壁画の退色・変色が顕著になっていることが2004年に明らかにされた。
高松塚古墳壁画のカビによる劣化が一般に知られるようになったのは、文化庁が2004年6月に出版した『国宝高松塚古墳壁画』により現状が明らかになり、新聞で大々的に報道されてからである。1972年の壁画発見当時、石室内には南壁の盗掘孔から流れ込んだ土砂が堆積しており、東壁の男子群像の右半分など、土砂や地下水の影響で画面が汚染されている部分もあったが、壁画の大部分には鮮明な色彩が残されていた。これらの壁画は切石に直接描いたものではなく、切石の上に数ミリの厚さに塗られた漆喰層の上に描かれているが、漆喰自体が脆弱化しており、剥落の危険性が懸念されていた。また、1,300年近く土中にあり、閉鎖された環境で保存されてきた石室が開口され、人が入り込むことによって温湿度などの環境変化、カビ、虫などの生物による壁画の劣化が懸念された。劣化をいかに食い止め、壁画を後世に伝えていくかについては、発見当初からさまざまに検討されていた。
石室は大人2人がかがんだ姿勢でようやく入れる程度の広さしかなく、スペースの点だけを考えても、現地での一般公開は到底不可能であった。石室内は相対湿度が100％近い高湿の環境であり、修理や調査のために人が短時間石室内に入っただけでも温度の上昇と湿度の低下をもたらした。壁画の保存方法については内外の専門家からさまざまな意見が出され、石室から壁画を剥がして別途保存する方法を含め、さまざまな案が検討されたが、最終的には石室は解体せず、壁画は現地で保存することに決した。
その後、石室南側の前室部分に1974年から空調設備を備えた保存施設の建設が始まり、1976年3月に完成をみた。この保存施設は前室、準備室、機械室からなり、石室内部の温湿度をモニターしつつ、前室内の温湿度をそれに合わせて調整するものである。留意すべき点は、この保存施設は、古墳の石室内の温湿度を直接的に制御するものではなく、石室内の自然の温湿度の変化に合わせて前室の温湿度を調整しているという点である。つまり、点検修理等のために石室に人が入る際に、外部の温湿度の影響を受けないように、保存施設内の温湿度をあらかじめ石室内と同様の条件に調整する役目をもっている。壁画の保存修理工事は1976年9月から第1次、第2次、第3次に分けて実施され、1985年をもって第3次修理が終了している。この間、1980年にカビの大量発生をみるが、この時は薬品等を用いた除去策が功を奏した。
次にカビの大量発生をみたのは2001年である。同年2月、石室と保存施設との間の取合部（とりあいぶ）と呼ばれる部分の天井崩落防止作業を行った際、作業員が防護服を着用せずに入室したことが、結果的に大量のカビ発生につながったと指摘されている。「取合部」とは、保存施設と石室の境の、土がむき出しになっている部分である。壁画の劣化はこの時に突如始まったものではなく、徐々に進行していたものであるが、文化庁がカビ発生や壁画劣化の事実を公表していなかったため、国民の不信を招くこととなった。
その約1年後の2002年1月28日に西壁の損傷事故が起きた。この日、修復に当たっていた担当者の一人が誤って空気清浄機を倒し、西壁男子群像の下の余白に傷をつけた。同日、別の担当者が室内灯に接触し、西壁男子像の胸の部分の漆喰が剥落した。この2つの事故のうち、前者は絵のない余白部分についた傷であり、後者は壁画発見当時から流入土砂で汚損され、オリジナルの彩色が残らない部分であったため、石室外の土を水で溶いたもので修理がなされ、文化庁では「通常の修理」の範囲内であるとして、これらの事故を公表していなかった。
2003年3月、国宝高松塚古墳壁画緊急保存対策検討会が設置され、翌2004年6月には「緊急」を「恒久」に変えた国宝高松塚古墳壁画恒久保存対策検討会が発足した。同じ2004年6月には『国宝高松塚古墳』（文化庁監修、中央公論美術出版刊）が発刊され、壁画の劣化、特に西壁の「白虎」の著しい劣化が明らかとなった。2004年6月20日付け「朝日新聞」大阪本社版朝刊が「白虎」の劣化を大々的に報じたことで壁画の劣化問題が一般国民の関心を引くこととなった。
壁画の劣化防止策や保存方法について種々の検討が続けられた。特別史跡（古墳）と国宝（壁画）のいずれを守るのか議論が行われた。将来へ向けての壁画の修復と保存のあり方については、古墳の墳丘全体を保存施設で覆う方法、壁画を取り出して他の施設で恒久保存する方法など、あらゆる可能性が追求されたが、最終的に、壁画の描かれている石室をいったん解体・移動して修復し、修復完了後に元に戻すという方式が採用され、2005年6月27日、国宝高松塚古墳壁画恒久保存対策検討会において、この方法を採用することが決定された。一部には、キトラ古墳同様に壁画を剥ぎ取って古墳外で保存すべきだという意見もあるが、計画では修復後に現地に戻すことになっている。
石室を解体し、壁画の描かれた切石を取り出すということは、見方によっては、特別史跡である墳丘の破壊である。これを受けて、同年10月25日、日本考古学協会は「特別史跡高松塚古墳の保全・保護を求める声明」を出し、史跡は現地で保存されるべきであると主張した。同年8月4日、飛鳥保存財団は「現地修復要望書」を文化庁と保存対策検討会に提出、明日香村議会は同年8月11日、壁画の現地保存対策要望を決議し、文化庁に提出するなど、関係者の間には現地での保存修復を望む声も依然高かった。
2001年から2002年にかけて起きたカビの大量発生と西壁の損傷事故については第三者による調査委員会（高松塚古墳取合部天井の崩落止め工事及び石室西壁の損傷事故に関する調査委員会、座長:石沢良昭・上智大学学長）において再調査された。同委員会は2006年6月19日に報告書を国へ提出。そこでは、文化庁の縦割りセクショナリズムの弊害、情報公開への意識の低さなどが指摘されている。高松塚古墳の場合、特別史跡である古墳自体は文化庁記念物課、国宝である壁画は美術工芸課（2001年1月より「美術学芸課」と改称）の管轄であり、両者の連携が十分ではなかったとされている。2001年2月の天井崩落防止工事に伴うカビの大量発生については、作業員が滅菌した防護服を着用していなかったことが原因とされている。この工事は記念物課が発注したが、現場の管理は美術学芸課にまかせきりで、記念物課の職員は工事に一切立ち会わなかった。東京文化財研究所には工事を実施すること自体が知らされていなかった。また、防護服の着用などを定めた「保存修理マニュアル」の存在も現場に周知されておらず、結果的にカビの大量発生を招いた。しかも、カビ発生の事実が公表されたのはそれから2年も後のことであった。2002年1月には前述のとおり西壁の2箇所に損傷が生じているが、文化庁はこの事実を公表せず、傷が目立たないように補彩していた。補彩は上記の西壁の2箇所以外に東壁、北壁、天井にも行われていたがこれについても公表されなかった。また、西壁損傷事故の2年前の2000年3月21日に撮影された（損傷前の）壁画写真を「最新の写真」と偽って新聞社に提供していたことも明らかになった。
この事態を受けて、文化庁により「国宝高松塚古墳壁画恒久保存対策」を目的とした古墳の発掘調査が始まり、埋もれていた周溝などが発見されて古墳の本来の形状が明らかにされつつある。また、墳丘からは過去の地震によると思われる亀裂が多数発見されており、虫や雨水の進入経路になったと考えられている。
墳丘の発掘調査と石室の解体修理は2006年10月2日に開始された。2007年1月には古墳全体を覆う断熱覆屋が完成、内部の温湿度は10℃、90％に保たれた。同年3月12日には国営飛鳥歴史公園内に修理施設が完成した。石室はいったん解体・搬出した後、この修理施設へ移され、修復が行われることになった。4月5日には4枚の天井石のうちの1枚がクレーンで吊り上げられ、専用車両で修理施設へと移された。以後、4枚の天井石と8枚の壁石は1枚ずつ移動され、5月10日・11日には「西壁石3」と呼ばれる、「飛鳥美人」が描かれた石が移動された。最後の12枚目の壁石（西壁石1）が移動されたのは6月26日のことである。
修理中の2008年11月25日に顔料分析中、東壁女子群像の顔料部分を機材で損傷する事故を起こしている。
その後は保存施設の撤去と共に発掘調査に基づく形状の復元工事が行われ、2009年10月24日から一般公開された。墳丘の角度が急であるため、植垣と柵で囲まれており、立ち入りはできないようになっている。
2020年3月26日、12年かけた壁画の修復が終わる。

## 記念発行物
- 寄附金付特殊切手: 郵便料金20円に5円の付加金付きが2種類、郵便料金に50円に10円の付加金付きが1種類、1973年3月26日に発行された。
- 写真はがき　200円

## 関連文献
- 山本忠尚『高松塚・キトラ古墳の謎』歴史文化ライブラリー 吉川弘文館 2010年 ISBN 9784642057066、オンデマンド版 2021年 ISBN　9784642757065